# فيلاساندينو
بلدية فيلاساندينو (بالإسبانية: Villasandino)‏, هي إحدى بلديات مقاطعة برغش, التي تقع في منطقة قشتالة وليون, والتي تقع في شمال غرب إسبانيا.
يبلغ عدد سكانها 253 نسمة وفقاً لإحصائية سنة (2002).